# Bismarckhütte (podobóz KL Auschwitz)
Bismarckhütte – oddział niemieckiego obozu Auschwitz-Birkenau mieszczący się w Chorzowie-Batorym. Funkcjonował od września 1944 do stycznia 1945.
Obóz ulokowano w pobliżu dzisiejszej (2020) Huty Batory. Państwowe Muzeum Auschwitz-Birkenau szacuje liczbę przebywających w nim osób na około 200, byli to głównie Żydzi z Francji, Belgii oraz Czech. Więźniowie mieszkali w barakach z płyt wiórowo-cementowych, funkcjonowały tu sale sypialne, kuchnia, izba chorych i magazyn. Obóz był otoczony ogrodzeniem z drutu kolczastego pod napięciem. Obóz był również otoczony wysokim parkanem od strony niedalekiej szosy. Otoczony teren miał długość około 200-250 metrów. Na początku działania obozu więźniowie pracowali przy jego rozbudowie. Od listopada 1944 więźniowie pracowali w obecnej Hucie Batory między innymi przy przeładunku, transporcie materiałów i kopaniu rowów. Niektórych skazańców zatrudniono bezpośrednio przy produkcji luf i blach pancernych armat przeciwlotniczych. Kierownikiem obozu był SS-Oberscharführer Hermann Kleemann. Najemcą obozu była firma Berghütte-Königs und Bismarckhütte AG.
W styczniu 1945 ewakuowano stąd więźniów do Gliwic, a następnie koleją przetransportowano ich do obozu Mittelbau-Dora.
W 1960 na Cmentarzu parafii Wniebowzięcia Najświętszej Marii Panny postawiono zbiorową mogiłę, upamiętniającą więźniów podobozu. Monument nagrobny zaprojektował Xawery Dunikowski. W 2008 roku zmodernizowano płytę główną, umieszczając na niej nazwiska ludzi pomordowanych w obozie Auschwitz-Birkenau pochodzących z Chorzowa.

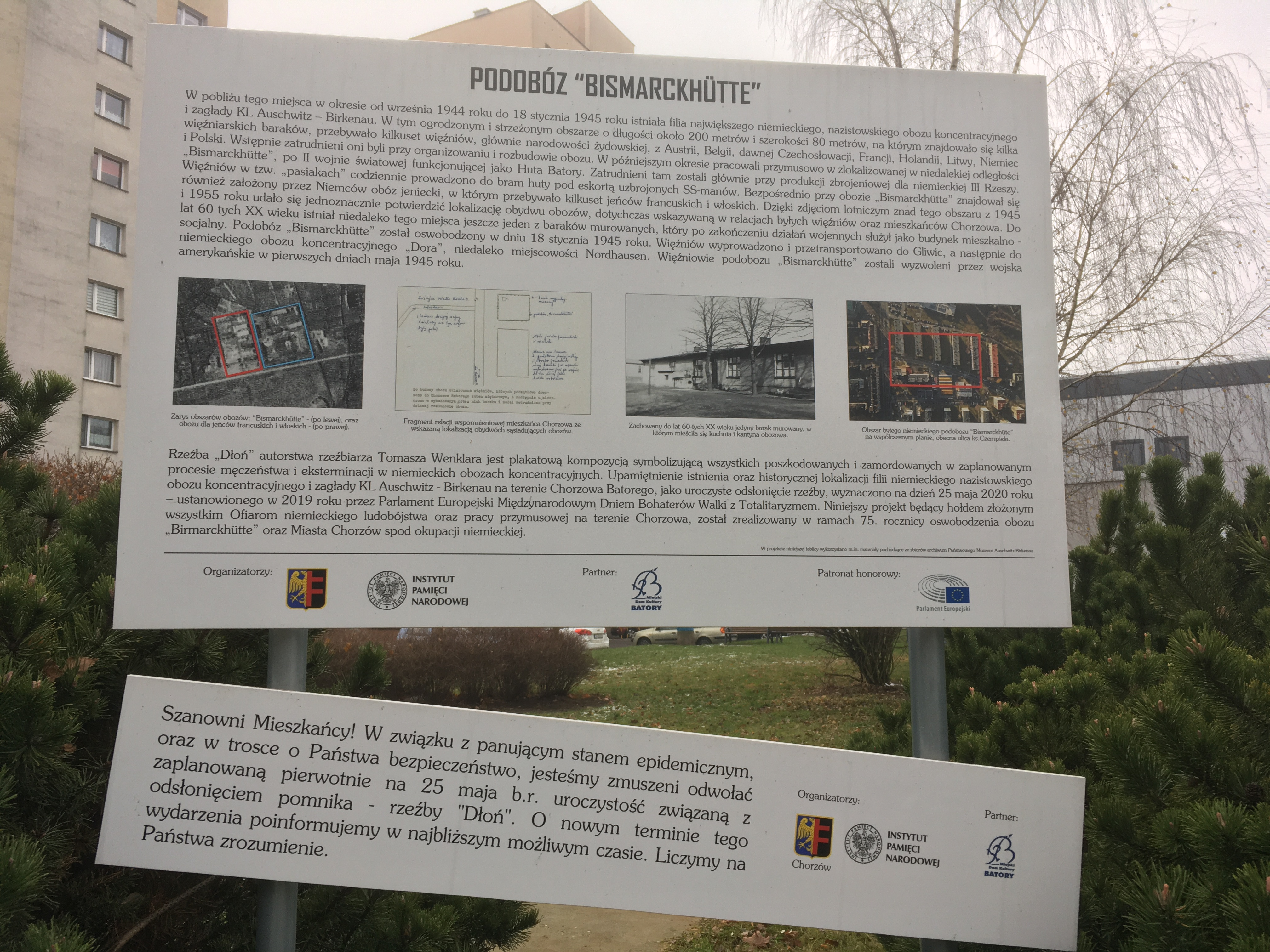
Tablica informująca o historii obozu

17 stycznia 2020 w miejscu obozu została złożona kapsuła z ziemią udostępnioną z terenów byłych obozów w Groß-Rosen, Dachau, Mauthausen i Ravensbrück oraz została postawiona tablica upamiętniająca obóz.